# Синхронне плавання на Чемпіонаті Європи з водних видів спорту 2021 — група, технічна програма
Змагання з синхронного плавання в технічній програмі груп на Чемпіонаті Європи з водних видів спорту 2021 відбулися 12 травня.

## Результат[1]
| Місце | Країна          |         |
| Місце | Країна          | Очки    |
| ----- | --------------- | ------- |
| 1     | Росія           | 95,6705 |
| 2     | Україна         | 92,3920 |
| 3     | Іспанія         | 89,7700 |
| 4     | Білорусь        | 84,0494 |
| 5     | Ізраїль         | 82,7741 |
| 6     | Швейцарія       | 82,3816 |
| 7     | Велика Британія | 79,0943 |